# Ámbar Past
Ámbar Past (* 1949 in Durham, North Carolina) ist eine mexikanische Poetin und bildende Künstlerin US-amerikanischer Abstammung. Past wuchs in Brooklyn (NY), Chattanooga (Tennessee), El Paso (Texas), San Francisco (Kalifornien) und Oregon auf. Sie ist die Mutter der Künstlerin Tila Rodríquez-Past.

## Leben
Ámbar Past war seit frühester Jugend an Büchern interessiert und stellte mit vier Jahren ihr erstes Buch her. Mit sieben Jahren hatte sie einen ersten Gedichtband geschrieben. Ab elf Jahren arbeitete sie in einer Druckerei.
Mit 23 Jahren immigrierte Past nach Mexiko und wurde 1985 mexikanische Staatsbürgerin. Sie arbeitete zunächst als reisende Lehrerin für das mexikanische National Indian Institute (INI). Während dieser Zeit lebte sie in Lehmhütten der Native Americans in abgelegenen Gebieten Mexikos, Nicaraguas und Guatemalas. Seit über 30 Jahren lebt sie in kleinen Dörfern im Hochland von Chiapas. Sie lernte dort die Tzotzil-Sprache der Maya.
Neben einer regen Reisetätigkeit (Lateinamerika, Europa, Naher Osten und Asien) hat sie unter anderem als Zirkus-Darstellerin, Hausfrau, Bernsteinschnitzerin, Papiermacherin, Seifensiederin, Kochin für thailändische Küche und als Reporterin für eine Chinesisch-Englische Zeitung gearbeitet.
Amber Past ist Gründerin und Direktorin des preisgekrönten Kunst- und Literaturmagazins La Jicara, einem der künstlerisch ansprechendsten Magazine in Mexiko. Ihre Gedichtbände wurden bei Ausstellungen zur Buchkunst in den USA, Mexiko, Österreich und Italien gezeigt. Ihre Gedichte und Geschichten wurden in Literaturmagazinen auf Spanisch, Englisch, Italienisch, Bosnisch, Deutsch, Französisch und Japanisch veröffentlicht. Ihr Buch The Lady of Ur erhielt einen Preis für „best use of a serious subject“ von der Movable Book Society.

## Künstlerisches Wirken
Ámbar Past gründete das Grafik-Kollektiv Taller Leñateros (etwa „Werkstatt der Waldländer“) in San Cristóbal de las Casas. Sie nahm an der Gründung der Weber-Kooperative Sna Jolobil für Maya-Künstler sowie der Maya-Schriftsteller-Kollektive Sna Jtz’ibajom. Sie ist Präsidentin des Unternehmens Libros Prehispánicos A.C.
Pasts erste Schriften erschienen auf Tzotzil; so 1978 der Sammelband Slo’il jchiltaktik über Autobiografien von Tzotzil-Maya Frauen sowie 1980 Bon, ein Handbuch für Maya Künstler und Handwerker über natürliche Farbstoffe. In spanischer und englischer Sprache sind zumindest teilweise aufwändig in Handarbeit hergestellte Gedichtbände erschienen (Chapbooks):
- 1982: Yayamé
- 1986: Mar inclinada
- 1989: Nocturno para leñateros
- 1992: The Sea on Its Side

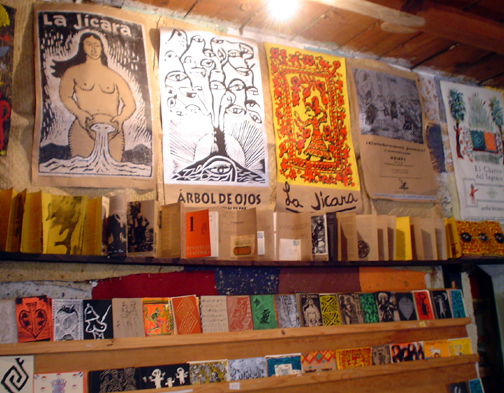
Taller Leñateros

- 1992: El bosque de colores (ein Kinderbuch)
- 1994: Caracol de tierra
- 2003: Dedicatorias
- 2003: La fe
- 2004: La Señora de Ur
- 2004: Cuando era hombre
- 2004: Caracol de aire
- 2006: Huracana

Aus dem Fundus einer über 30-jährigen Tätigkeit der Sammlung, Aufzeichnung und Übersetzung der rituellen Dichtung der Tzotzil sind zwei bilinguale Anthologien vom Taller Leñateros herausgebracht worden:
- 1998: Conjuros y ebriedades,
- 2005: Incantations: Songs, Spells and Images by Mayan Women.

Die Arbeit an Incantations wurde 1975 durch eine schwere Epidemie im Chiapas-Hochland ausgelöst. Insbesondere starben viele Kinder. Past berichtet, dass sie auf dem Friedhof eine Mutter sah, die ihr totes, in einen Umgang gewickeltes Kind beerdigte. Die Mutter bot ihrem toten Kind einen letzten Schluck Coca-Cola an und murmelte dabei das folgende Gebet:
Take this sweet dew from the earth,

Take this honey.

It will help you on your way.

It will give you strength on your path.
Incantations ist laut Verlagsangaben das Werk von 150 Personen, die 23 Jahre daran gearbeitet haben. Es ist das erste Buch seit über 1000 Jahren, das von Mayas geschrieben, illustriert und zusammengestellt wurde – das erste Buch seit den heiligen Codices der „Ersten Mütterväter“.